# Magnetische storm

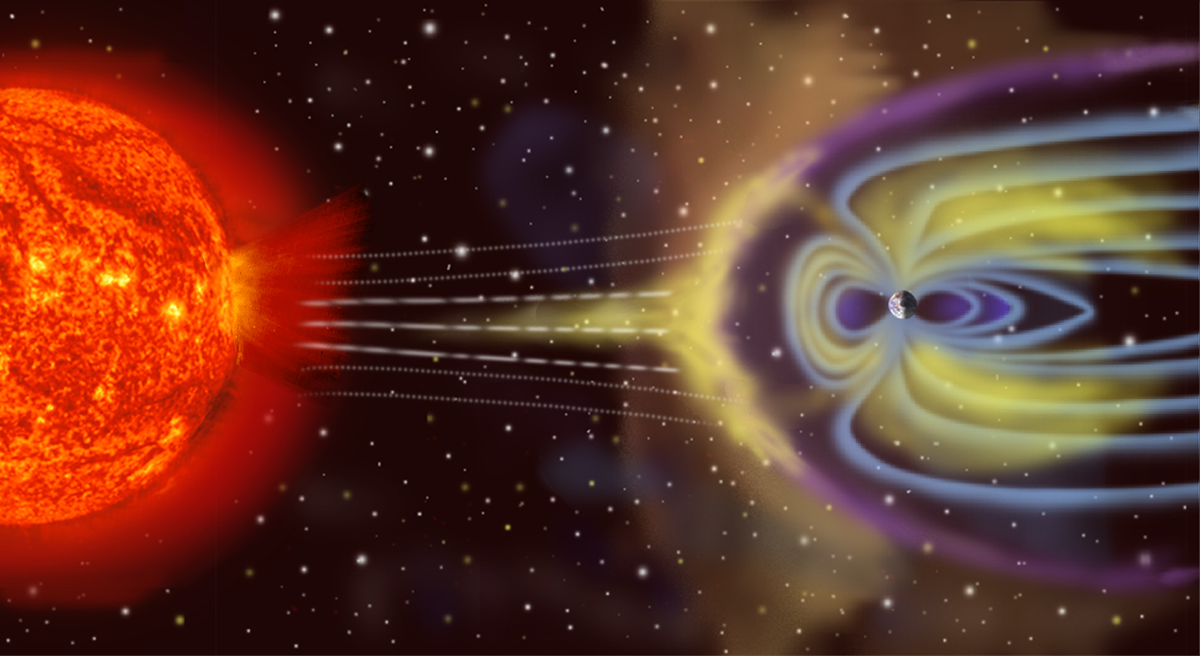
Zonnedeeltjes interageren met de magnetosfeer van de aarde.

Een (geo)magnetische storm is een tijdelijke storing in de magnetosfeer van de Aarde veroorzaakt door een storing in het ruimteweer. Een magnetische storm is geassocieerd met plasmawolken van de zon, coronale gaten of zonnevlammen, en wordt veroorzaakt door de schokgolf van een zonnewind, wat typisch het aardmagnetisch veld treft 8 dagen na het voorval. Dit gebeurt enkel als de schokgolf zich voortplant in de richting van de Aarde. De druk van de zonnewind op de magnetosfeer zal toe- of afnemen afhankelijk van de activiteit van de zon. Deze veranderingen in druk van de zonnewind wijzigen de elektrische stromen in de ionosfeer.
Magnetische stormen duren gemiddeld 24 tot 48 uren, maar sommige kunnen vele dagen lang duren. In 1989 veroorzaakte een elektromagnetische storm de ineenstorting van het elektriciteitsnet in het grootste deel van Quebec
en veroorzaakte poollichten die zo ver zuidelijk reikten als Noord-Afrika.
De sterkste waargenomen magnetische storm was de Carrington-gebeurtenis op 1-2 september 1859.